# Nie kłam, że kochasz mnie
„Nie kłam, że kochasz mnie” – singel Eweliny Flinty i Łukasza Zagrobelnego, który swoją premierę miał 28 marca 2008. Autorką słów jest Agnieszka Jastrzębska-Szypura, natomiast muzykę skomponowali Karol Kus i Ania Dąbrowska. Producentem nagrania jest Bogdan Kondracki. Piosenka znalazła się na albumie Nie kłam kochanie OST wydanym 28 marca 2008 roku zawierającym ścieżkę dźwiękową do filmu „Nie kłam, kochanie” oraz na reedycji debiutanckiego albumu Łukasza Zagrobelnego „Myśli warte słów”.

## Teledysk
Teledysk do utworu miał premierę w marcu 2008 roku i został wyreżyserowany przez Jarosława Żamojdę. W klipie widać ujęcia z filmu Nie kłam kochanie oraz śpiewający duet: Ewelinę Flintę i Łukasza Zagrobelnego. Teledysk otrzymał nagrodę na Festiwalu Polskich Wideoklipów Yach Film w kategorii Najlepszy teledysk do muzyki pop.

## Pozycje na listach
| Notowanie (2008–2009)   | Najwyższa pozycja |
| ----------------------- | ----------------- |
| Euro 200                | 51                |
| Polish Airplay Chart    | 1                 |
| Radio Eska (Gorąca 20)  | 1                 |
| Radio Szczecin (SLiP)   | 1                 |
| Radio Zet (Liga Hitów)  | 1                 |
| RMF FM (POPlista)       | 1                 |
| Wietrzne Radio (Top 15) | 9                 |

## Nagrody i nominacje
| Rok  | Gala                                    | Kategoria                        | Wynik       |
| ---- | --------------------------------------- | -------------------------------- | ----------- |
| 2008 | Superjedynki                            | Przebój roku                     | Wygrana     |
| 2008 | Festiwal Piosenki Krajów Nadbałtyckich  | Najlepsza piosenka               | III miejsce |
| 2008 | Festiwal Piosenki Krajów Nadbałtyckich  | Nagroda Publiczności             | Wygrana     |
| 2008 | Sopot Hit Festiwal                      | Polski Hit Lata                  | II miejsce  |
| 2008 | VIVA Comet 2008                         | Dzwonek Roku                     | Wygrana     |
| 2008 | Gwiazdy Party                           | Przebój roku                     | Nominacja   |
| 2008 | Festiwal Polskich Wideoklipów Yach Film | Najlepszy teledysk do muzyki pop | Wygrana     |
| 2008 | Złote Dzioby Radia WAWA                 | Przebój roku                     | Nominacja   |
| 2009 | Telekamery                              | Muzyka                           | II miejsce  |